# Heart of Stone (film 2023)
Heart of Stone è un film d'azione e spionaggio del 2023 diretto da Tom Harper. La pellicola vede protagonista Gal Gadot nel ruolo di Rachel Stone, un'agente segreta coinvolta in una missione ad alto rischio per proteggere un'importante risorsa tecnologica.

## Trama
Nelle Alpi italiane, una squadra dell'MI6 ha il compito di estrarre Mulvaney, potenziale minaccia e trafficante d'armi. Rachel Stone, parte del team di supporto tecnico, si trova in un furgone con Bailey, ma viene chiamata ad entrare nel casinò della baita per essere abbastanza vicina da hackerare la chiave di crittografia della sicurezza.
Per mantenere la sua copertura mentre è al casinò, Stone gioca una mano di blackjack. Gli agenti sul campo, Parker e Yang, hanno accesso all'area riservata al gioco d'azzardo, dove il loro piano di attaccare Mulvaney con una siringa contenente un liquido che simula un attacco di cuore viene sventato dalla sua guardia del corpo. Tuttavia, Parker riesce a isolarlo e portarlo su una funivia.
Nel frattempo, Stone finge di essersi distorta una caviglia, così la squadra dell'MI6 procede nella missione senza di lei. Contatta quindi Charter, un'organizzazione segreta per il mantenimento della pace per la quale sta realmente lavorando. Sperando di impedire alla squadra di sicurezza di Mulvaney di eliminare Parker, Stone viene guidata dal suo contatto Charter, Jack, per anticipare la funivia. Elimina i sei uomini della sicurezza, nascondendo i corpi. Tuttavia, sembra che Mulvaney assuma del cianuro e muoia.
Di ritorno a Londra, il team dell'MI6 viene rimproverato per aver fallito la missione. Più tardi quella notte, mentre la squadra si rilassa, speculano sull'esistenza della misteriosa organizzazione Charter. Stone va al quartier generale di Charter, dove il capo Nomad critica le sue azioni. Preoccupata per la giovane hacker Keya, le viene riferito che lei e il team dell'MI6 la stanno cercando a Lisbona. Tuttavia, a Lisbona, vengono attaccati da numerosi nemici. Sebbene Stone abbia una via di fuga, decide di restare e salvare la sua squadra. Con le sue straordinarie doti, fa saltare la sua copertura, rivelando di essere un'agente sotto copertura di Charter.
Poco dopo, Parker uccide gli altri membri del team dell'MI6, Yang e Bailey, rivelando di aver condotto un doppio gioco. Paralizza Stone mentre racconta che sta cercando il "Cuore", il più potente nucleo di intelligenza artificiale mai creato, utilizzato dalla Charter per guidare le loro operazioni su scala globale.
Parker rivela che stava lavorando con Keya per estorcere informazioni a Mulvaney. Una volta scoperto che la Charter protegge e controlla il Cuore, ha messo in difficoltà la squadra per far rivelare a Stone la sua appartenenza alla Charter. Avvelena Stone con una sostanza che la immobilizza, quindi le impianta un dispositivo nel braccio per infiltrarsi nell'organizzazione all'ingresso dell'agente. Quando Stone si risveglia al quartier generale di Charter, riesce a rimuovere il dispositivo che Parker le aveva impiantato nel braccio per hackerare il Cuore. Fortunatamente, la cassaforte che protegge il Cuore si trova a circa 26 km da terra e Jack conferma che il virus è stato fermato in tempo.
Nomad toglie Stone dal caso poiché la sua copertura è stata compromessa. Keya contatta Stone per prenderla in giro, ma Stone la minaccia, avvertendola che la sta cercando per vendicare i suoi amici. I quattro "re" di Charter si incontrano per discutere del motivo per cui Parker è determinato a ottenere il Cuore. La motivazione è che sta cercando vendetta contro di loro perché, anni prima, durante una missione in Cecenia, quando lavorava per l'MI6, era stato dato per morto dal Charter e abbandonato.
Parker e Keya trovano e recuperano il Cuore nella cassaforte, situata sopra l'Africa occidentale, ma Stone interviene per cercare di fermare i loro piani. Parker decolla in elicottero con il Cuore, mentre Stone e Keya cadono nel deserto del Senegal. Lì, Keya rivela che il Cuore può essere sbloccato solo utilizzando i suoi dati biometrici. Caduta in un'imboscata da parte della gente del posto corrotta dagli uomini di Parker, Stone viene portata in Islanda con l'aiuto di Charter, dove Parker sta usando il Cuore per uccidere i membri dell'organizzazione, in particolare i "re".
Usando un localizzatore posizionato su Keya da Stone, Charter riesce a localizzarle all'Università di Reykjavik. Keya si rende conto dell'ossessione di Parker per il potere e per la vendetta, e del suo totale disprezzo per i danni collaterali. Elimina un "re" con tutta la sua famiglia, un altro piazzando una trappola, e progetta di eliminare il terzo, Nomad, interrompendo la ventilazione nel loro bunker sotterraneo utilizzando il Cuore.
Volendo rimediare ai suoi torti, Keya aiuta Stone. Spegnendo il Cuore, dopo una prima cattura iniziale da parte di Parker ai danni di Keya, il piano di vendetta di Parker viene sventato. Nella lotta che ne segue, Keya e Stone fermano Parker riavviando il Cuore in tempo per salvare le vite di Nomad e dei membri di Charter. Alla fine, Stone viene assegnata alla guida di una squadra con Jack e Keya, che diventa il membro "Joker".

## Produzione
Nel dicembre 2020 è stata la partecipazione di Gal Gadot nel cast del film, che dovrebbe essere il primo di una serie simile a Mission: Impossible. Tom Harper era in quel momento in trattativa per essere il regista ed è stato poi confermato nel gennaio 2021, mentre Netflix ha acquisito i diritti di distribuzione del film. Nel febbraio 2022 Jamie Dornan è stato scelto per recitare al fianco di Gadot. A marzo Alia Bhatt, Sophie Okonedo, Matthias Schweighöfer, Jing Lusi e Paul Ready sono stati aggiunti al cast.

### Riprese
Le riprese principali sono iniziate all'Alpin Arena Senales (Alto Adige) il 26 gennaio 2022, per poi proseguire a Londra l'8 marzo 2022. La produzione si è spostata per la seconda tranche di riprese a Reykjavík, in Islanda per poi tornare a Londra a maggio. La quarta e ultima tranche si è svolta a Lisbona, in Portogallo. Le riprese sono terminate il 28 luglio 2022.

## Distribuzione
Heart of Stone è stato distribuito da Netflix l'11 agosto 2023.

## Accoglienza

### Critica
Su Rotten Tomatoes, il film ha registrato il 30% di pareri positivi su 87 recensioni, con una media di 4.9/10. I critici del sito affermano: "Gal Gadot rimane una piacevole interprete action, ma non è bastato per la scrittura scarna dei personaggi, la trama generica e il ripetersi meccanico dei set di Heart of Stone. Metacritic ha assegnato al film un punteggio di 44 su 100, basato su 36 critici, che indica "recensioni nella media/contrastanti".